# Păniceni, Cluj
Păniceni (în maghiară Gyeröfalva) este un sat în comuna Căpușu Mare din județul Cluj, Transilvania, România.

## Date geografice
Satul este situat la 30 km de Cluj-Napoca și 20 km de Huedin, pe Platoul Păniceni, parte a podișului Huedin. 
Altitudinea medie: 645 m.

## Istoric
Satul a aparținut în trecut domeniului funciar al familiei Gyeröffy din Dumbrava.

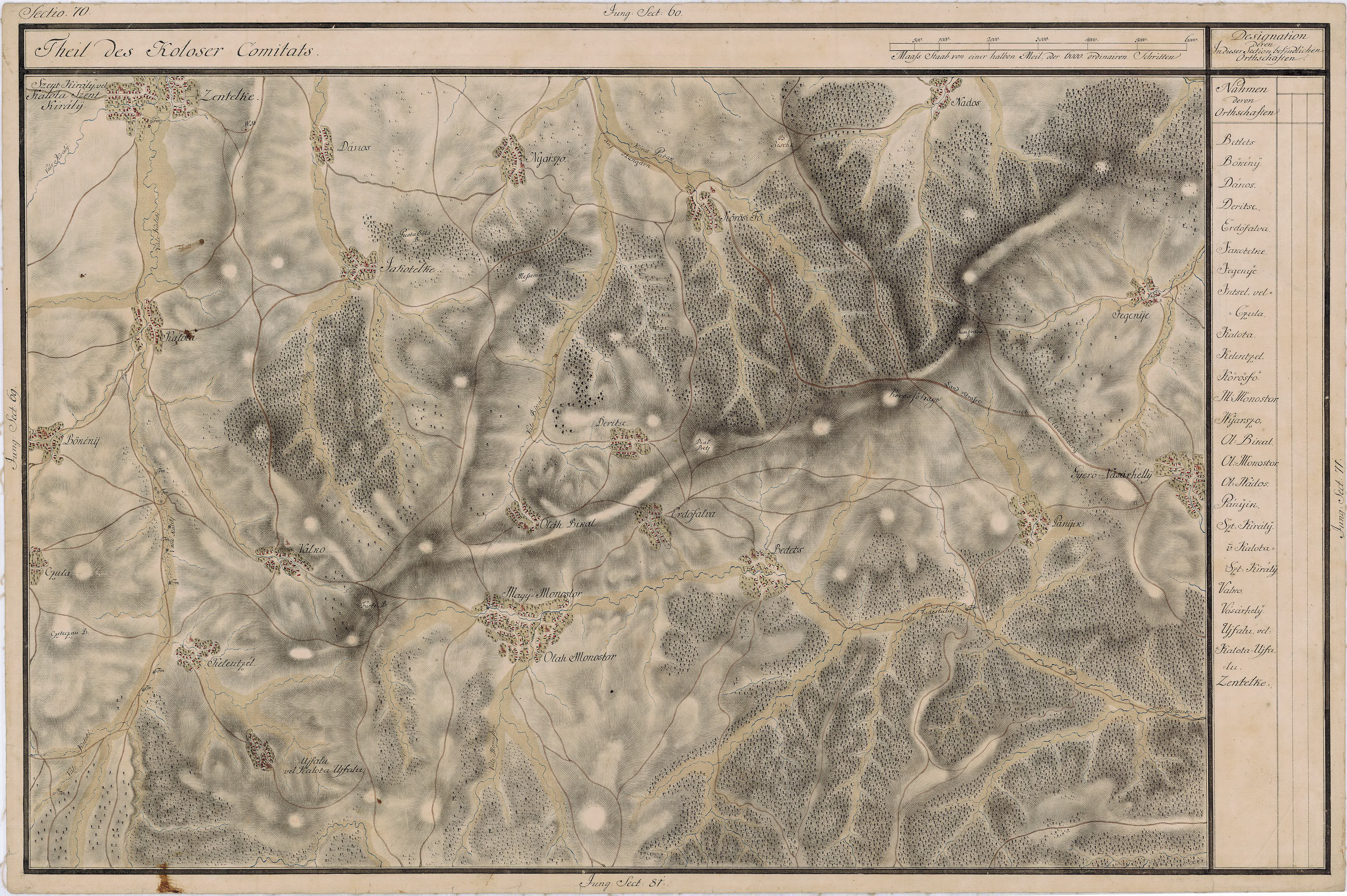
Păniceni pe Harta Iosefină a Transilvaniei, 1769-1773

## Lăcașuri de cult
- Vechea biserica de lemn "Sf. Arhangheli Mihail și Gavril" (datată 1730; edificiu cultural de interes național).

## Obiective turistice
- Cheile Păniceniului, foarte interesante prin fenomenul de inversiune floristică (conifere pe fundul văii, foioase în partea de sus); zona este protejată, având și o marcantă valoare peisagistică.

## Galerie de imagini

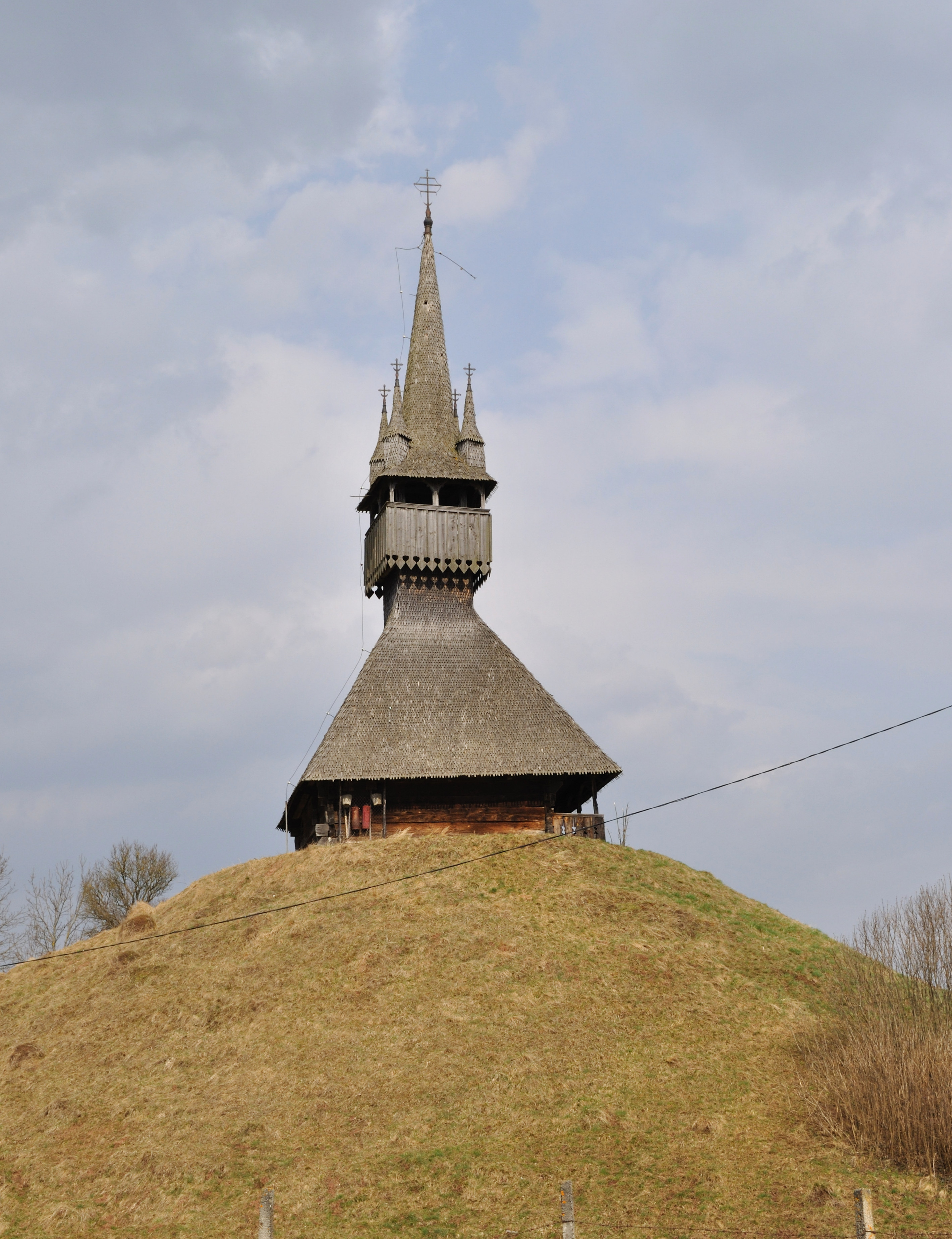
Biserica de lemn
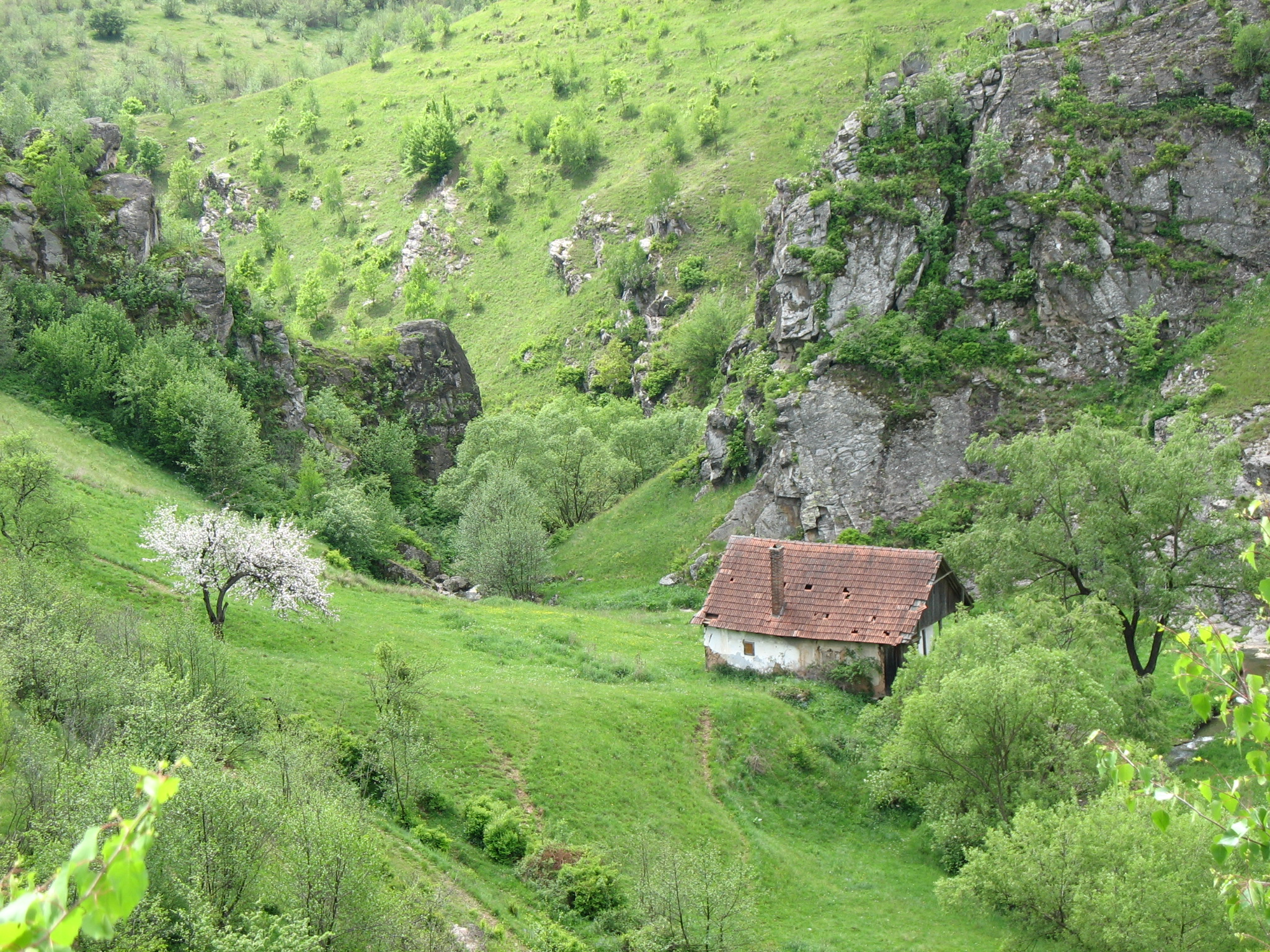
Cheile Păniceniului